# Суслов Павло Іванович
Павло Іванович Суслов (1905, село Бульбоки Бессарабської губернії, тепер Молдова — ?) — радянський залізничник, начальник Одеської залізниці.

## Життєпис
Народився в родині залізничника-колійного майстра. Після приєднання Бессарабії до Королівства Румунії в 1918 році його родина переїхала до міста Роздільної на Одещині.
З серпня 1920 року — ремонтник 2-ї ділянки служби колії станції Роздільна Одеського відділення залізниці. З вересня 1921 року по листопад 1922 року працював десятником при доглядачеві будівель 2-ї Роздільнянської ділянки. З листопада 1922 року по лютий 1924 року — агент з особливого обліку кадрів 2-ї Роздільнянської ділянки, потім секретар комітету профспілки.
З серпня 1924 року — інструктор молдавської мови Одеського окружного комітету комсомолу. У жовтні 1924 року направлений в розпорядження бюро профспілок Молдавської АРСР до міста Балти, працював начальником культвідділу. Член ВКП(б).
У квітні 1925 — липні 1926 року — начальник організаційного відділу Молдавського обласного комітету комсомолу.
У липні 1926 — травні 1927 року — агент адміністративно-господарського відділу управління Південно-Західної залізниці. З травня 1927 по травень 1928 року — інструктор Дорожнього комітету профспілки Південно-Західної залізниці.
У 1928 році — голова будівельного комітету Цибулівської гілки залізниці на станції Погребище. З вересня 1928 року — помічник начальника Христинівській дистанції колії Південно-Західної залізниці. З листопада 1929 року — інженер служби колії Південно-Західної залізниці.
У 1930 році заочно закінчив Київський інститут інженерів транспорту, інженер залізничного будівництва. Потім ще три роки навчався в аспірантурі цього інституту.
З 1930 року — відповідальний секретар секції бюро профспілки транспортних будівельників у Києві. З лютого по травень 1931 року — голова транспортної секції Київської міської ради, а з травня 1931 по 1932 рік — завідувач сектора транспорту Київського міського партійного комітету КП(б)У.
У березні 1932 — листопаді 1933 року — начальник Київського обласного дорожньо-транспортного управління.
У листопаді 1933 — лютому 1934 року — заступник начальника колійного господарства Південно-Західної залізниці.
З лютого 1934 по липень 1935 року очолював будівництво Дарницького вагонноремонтного заводу.
У липні 1935 — червні 1936 року — заступник начальника Південно-Західної залізниці.
15 червня 1936 — травень 1937 року — начальник Одеської залізниці.
З травня 1937 року — начальник Головного управління колії Народного комісаріату шляхів сполучення СРСР у Москві.
Восени 1937 року заарештований органами НКВС. Місце і час смерті невідомі.

## Нагороди
- орден Трудового Червоного Прапора
- звання «Почесний залізничник»